# Helmuth Froschauer
Helmuth Froschauer   (Viena, 22 de setembre de 1933 - 18 d'agost de 2019) va ser un director d'origen austríac, especialment un de coral que va rebre la seva primera formació com a membre del Wiener Sängerknaben. Va dirigir el cor del 1953 al 1965, incloent 22 gires internacionals. Va dirigir els cors del Wiener Singverein, l'Òpera Estatal de Viena i el WDR Rundfunkchor Köln. Com a col·laborador proper d'Herbert von Karajan des del 1989, va preparar cors per al Festival de Salzburg, entre d'altres.

## Vida i carrera
Nascut a Viena, Froschauer va rebre la seva formació musical amb el cor de nois Wiener Sängerknaben. Va estudiar piano, trompa, composició i direcció a la Wiener Musikakademie.
Del 1953 al 1965 va dirigir un dels cors del Wiener Sängerknaben. Com a Kapellmeister, va dirigir aquest conjunt en 22 gires internacionals. Va dirigir el cor en enregistraments i la pel·lícula Almost Angels. A principis dels anys seixanta, com a director musical de The Walt Disney Company, també va dirigir diverses pel·lícules musicals amb l'Orquestra Simfònica de Viena. Del 1968 al 1991 Froschauer va ser, de vegades simultàniament, en solitari répétiteur i director de cor a l'Òpera Estatal de Viena, a més de director del cor del Wiener Singverein i del Bregenzer Festspiele.
Com a col·laborador proper d'Herbert von Karajan des del 1989, va participar en la preparació de nombrosos concerts, gravacions i enregistraments de televisió al Festival de Salzburg, al Berliner Festwochen i al Wiener Festwochen.
Froschauer va treballar per al "Westdeutscher Rundfunk Köln" des del 1992, primer com a director del cor del "WDR Rundfunkchor Köln", després des del 1997/99 fins al 2003 també com a director principal del "WDR Rundfunkorchester Köln", del qual més tard es va convertir en director honorari.
Durant molts anys, Froschauer i dos col·legues més també han dirigit les misses dominicals a la Viena Hofburgkapelle, en la qual també van participar els "Wiener Sängerknaben". Froschauer va morir a Viena als 85 anys.
El seu fill és el violinista Daniel Froschauer, president de la Filharmònica de Viena.